# フォーレスト (通信販売会社)
フォーレスト株式会社は、埼玉県さいたま市大宮区に本社を置く、文具・事務用品、オフィス用品・家具、店舗用品、日用品などの通信販売会社。
2017年9月より株式会社エディオンの完全子会社となる。

## 概要
1992年7月にコピー用紙をメインとした通販事業をスタート。以来、取扱商品を順次拡大し、現在ではOA用紙、文具、事務用品、オフィス家具、ユニフォームや名刺などのオフィス用品、店舗用品、作業用品に加え、食品、飲料、一般用医薬品など約53万点を『簡単・便利』『安値』をキーワードにカタログや『Forestway』『ココデカウ』の自社サイトや楽天、Yahoo、ポンパレ、Amazon内の出店サイトを通じて、全国80万登録ユーザーに販売している。

## 沿革
- 1992年（平成4年）7月 - 渕上俊郎により有限会社フォーレスト設立。コピー用紙の通信販売を開始。
- 1993年（平成5年）5月 - フォーレスト株式会社に組織変更。
- 1997年（平成9年）4月 - 文具・事務用品の販売を開始。オフィス用品通販カタログ第1版発行。
- 2000年（平成12年）9月 - 日用品の個人向け通販カタログ、パーソナル編を発刊。
- 2004年（平成16年）
  - 3月 - 4か所の物流倉庫を東日本物流センターに統合。
  - 6月 - 東京23区向け当日配送サービスを開始。
- 2005年（平成17年）8月 - コクヨの連結子会社となる。
- 2007年（平成19年）4月 - 福岡システム開発室を福岡市中央区に開設。
- 2009年（平成21年）12月 - 個人向け通販サイト「ココデカウ」をオープン。
- 2010年（平成22年）6月 - 酒販免許取得の後、酒類の販売を開始。
- 2011年（平成23年）8月 - 東京23区向け宅配クリーニングサービスを開始（2018年3月にサービス終了）。
- 2013年（平成25年）12月 - J.フロント リテイリングの連結子会社となる。
- 2015年（平成27年）1月 - 医薬品の販売を開始。
- 2017年（平成29年）
  - 2月 - 名刺作成サービスを開始。
  - 9月 - エディオンの完全子会社となる[2]
  - 11月 - 代表取締役社長の渕上俊郎が退任。小谷野薫が代表取締役社長に就任。
- 2018年（平成30年）1月 - 一般貨物運送業及び倉庫業を開始。
- 2019年（令和元年）6月 - 淨弘晴義が代表取締役社長に就任。
- 2020年（令和2年）
  - 2月 - 住田徳也が代表取締役社長に就任。
  - 9月 - ココデカウで電子マネー決済の取扱いを開始。
- 2021年（令和3年）1月 - フォーレスト酒販株式会社との協業により「ココデリカーズAKIBA店」をオープン。
- 2023年（令和5年）7月 - サンフレッチェ広島レジーナとユニフォームパートナー契約を締結。
- 2024年（令和6年）
  - 7月 - 尾島 康之が代表取締役社長に就任。
  - 7月 - 株式会社エディオン100%子会社のフォーレスト酒販株式会社を吸収合併。